# Discografia lui Nicu Stoenescu
Discografia cântărețului Nicu Stoenescu cuprinde discuri de gramofon, viniluri, benzi magnetice, CD-uri, ce prezintă înregistrări realizate la casele de discuri Columbia și Electrecord.

## Discuri Electrecord
| An   | Număr de catalog                                     | Format                     | Piese | Acompaniament |
| 1939 | 1254                                                 | shellac, 25 cm, 78 RPM     | Cântă țigane pentru mine (I. Postupa - J. Dumitrescu și B. Altman) De-acum ne vom despărți (I. Postupa - J. Dumitrescu și B. Altman) | orchestra Jean Dumitrescu |
| 1939 | 1256                                                 | shellac, 25 cm, 78 RPM     | Du-mă Doamne, du-mă iar Lele, Lelișoara mea | orchestra Jean Dumitrescu |
| 1939 | 1296                                                 | shellac, 25 cm, 78 RPM     | Mai spune-mi că nu mai uitat (G. Dendrino - P. Maximilian) | orchestra Vasile Julea |
| 1939 | 1298                                                 | shellac, 25 cm, 78 RPM     | Ieși leliță'n ulicioară (Gogu Boldeanu - G. Neguriță) Nu-i păcat ca să-ți iubești vecina (Nello Manzatti - Radu Gyr) | orchestra Vasile Julea |
| 1939 | 1309                                                 | shellac, 25 cm, 78 RPM     | Vânt de seară (Nello Manzatti - Radu Gyr) Cu lăutarii după mine (Ion Vasilescu - Eugen Mirea) | orchestra Vasile Julea |
| 1939 | 1310                                                 | shellac, 25 cm, 78 RPM     | Mi-a cântat un rus din balalaică (I. Vasilescu - P. Maximilian) Pe lume nu am decât vioara (Gerd Villnow - Al. Bebe) | orchestra Vasile Julea |
| 1939 | 1311                                                 | shellac, 25 cm, 78 RPM     | O noapte pe Riviera (Elly Roman - E. Mirea și P. Maximilian) | orchestra Vasile Julea |
| 1939 | 1322                                                 | shellac, 25 cm, 78 RPM     | Mi-a cântat un rus din balalaică (I. Vasilescu - P. Maximilian) | orchestra Vasile Julea |
| 1941 | 1436                                                 | shellac, 25 cm, 78 RPM     | Inimile noastre bat la fel (I. Vasilescu - Șt. Cristodulo, V. Vasilache) Dacă vrei îți fac caricatură (N. Manzatti - H. Nicolaide) | Orchestra „Electrecord”, dirijor Gerd Villnow                                                                                                  |
| 1941 | 1437                                                 | shellac, 25 cm, 78 RPM     | Spune-mi ceva (Nello Manzatti) Nu-mi pasă de iubire (Em. Costescu) | Orchestra „Electrecord”, dirijor Gerd Villnow                                                                                                  |
| 1941 | 1438                                                 | shellac, 25 cm, 78 RPM     | Zadarnic te ferești (Gherase Dendrino - P. Maximilian) A plecat la vânătoare Agarici (G. Dendrino - P. Maximilian) | Orchestra „Electrecord”, dirijor Gerd Villnow                                                                                                  |
| 1941 | 1442                                                 | shellac, 25 cm, 78 RPM     | Un pic de noroc (Nicolae Kirculescu) Am spus dorului (D. Cantea - Ion C. Popescu-Polyclet) | Orchestra „Electrecord”, dirijor Gerd Villnow                                                                                                  |
| 1942 | 1450                                                 | shellac, 25 cm, 78 RPM     | Un pic de noroc (Nicolae Kirculescu) Dormi, noapte bună (Anatol Albin - Liliana Delescu) | Orchestra „Electrecord”, dirijor Gerd Villnow                                                                                                  |
| 1942 | 1457                                                 | shellac, 25 cm, 78 RPM     | O inimă nu-ntreabă (D. Cantea - N. Martini) | Orchestra „Electrecord”, dirijor Gerd Villnow                                                                                                  |
| 1942 | 1460                                                 | shellac, 25 cm, 78 RPM     | Făt-Frumos (D. Cantea - Em. Ionescu) Ne-am cunoscut în luna mai (N. Kirculescu - P. Maximilian) | Orchestra „Electrecord”, dirijor Gerd Villnow                                                                                                  |
| 1942 | 1465                                                 | shellac, 25 cm, 78 RPM     | Toate trec (Nicolae Kirculescu - Puiu Maximilian) | Orch. Soc. Rom. de Editură, dirijor N. Schmitd                                                                                                 |
| 1943 | 1480                                                 | shellac, 25 cm, 78 RPM     | Te-aștept la o cafea turcească (Gerd Villnow) Se-ntorc din depărtări rândunelele (Gherase Dendrino) | orchestra Grigore Albin |
| 1943 | 1481                                                 | shellac, 25 cm, 78 RPM     | Într-o zi de primăvară (Gerd Villnow) | orchestra Grigore Albin |
| 1943 | 1498                                                 | shellac, 25 cm, 78 RPM     | Vino pe aleea fericirii (C. A. Bixio - N. Kirițescu) | Orchestra „Electrecord”, dirijor Anatol Albin                                                                                                  |
| 1943 | 1499                                                 | shellac, 25 cm, 78 RPM     | Doar noi singuri să fugim (C. A. Bixio - N. Kirițescu) | Orchestra „Electrecord”, dirijor Anatol Albin                                                                                                  |
| 1943 | 1500                                                 | shellac, 25 cm, 78 RPM     | 1. Nu cred că ne vom despărții (M. Jary - Ștefan Kirițescu) 2. Să nu spui dorul nimănui (N. Kirculescu - P. Maximilian) | Orchestra „Electrecord”, dirijor Anatol Albin (1) orchestra Nicolae Cireș (2)                                                                  |
| 1943 | 1501                                                 | shellac, 25 cm, 78 RPM     | Mi-au spus ochii tăi (Anatol Albin) | Orchestra „Electrecord”, dirijor Anatol Albin                                                                                                  |
| 1943 | 1502                                                 | shellac, 25 cm, 78 RPM     | Să-mi dai surâsul tău, Maria (Denecke - L. Delescu) | orchestra Nicolae Cireș |
| 1945 | 1538                                                 | shellac, 25 cm, 78 RPM     | O strângere de mână (Ion Vasilescu - Eugen Mirea) | orchestra George Corologos |
| 1945 | 1539                                                 | shellac, 25 cm, 78 RPM     | Parfumul tău (Dumitru Cantea) De dragul ochilor tăi (George Corologos) | orchestra George Corologos |
| 1945 | 1540                                                 | shellac, 25 cm, 78 RPM     | Bun rămas, prieteni dragi de beție (I. Vasilescu - E. Mirea) | orchestra George Corologos |
| 1945 | 1541                                                 | shellac, 25 cm, 78 RPM     | 1. Să nu-ți duci inima la primărie (N. Kirculescu - Jack Fulga) 2. Natașa (Anatol Albin - P. Leșcenco și H. Negrin) | orchestra George Corologos (1) orchestra Grigore Albin (2)                                                                                     |
| 1945 | 1542                                                 | shellac, 25 cm, 78 RPM     | Gară, gară (Nicolae Kirculescu - Puiu Maximilian) | orchestra Grigore Albin |
| 1946 | 1564                                                 | shellac, 25 cm, 78 RPM     | Aștept de mult (Anatol Albin) Portboneurul meu (Liliana Delescu) | Orchestra „Electrecord”, dirijor Anatol Albin                                                                                                  |
| 1946 | 1566                                                 | shellac, 25 cm, 78 RPM     | Un tango se aude în noapte (Liliana Delescu) Ți-a ieșit coșaru-n drum (N. Kirculescu - P. Maximilian) | Orchestra „Electrecord”, dirijor Anatol Albin                                                                                                  |
| 1946 | 1581                                                 | shellac, 25 cm, 78 RPM     | Chitara d’amor (Schimdseder - E. Mirea și J. Fulga) La Capri într-o seară (Will Grozs - Eugen Mirea) | Orchestra „Electrecord”, dirijor Anatol Albin                                                                                                  |
| 1946 | 1590                                                 | shellac, 25 cm, 78 RPM     | 1. Ce să fac dacă-mi placi? (M. Jary - Ștefan Kirițescu) 2. Cochetez cu două deodată (A. Albin - T. Demetriad) | orchestra Grigore Albin (1) Orch. „Electrecord”, dirijor Sergiu Malagamba (2)                                                                  |
| 1946 | 1594                                                 | shellac, 25 cm, 78 RPM     | Departe de mine (Elly Roman - N. Stroe, A. Felea, N. Kanner) | Orchestra „Electrecord”, dirijor Anatol Albin                                                                                                  |
| 1946 | 1598                                                 | shellac, 25 cm, 78 RPM     | Pe cine aș fi iubit, dacă n-ai fi fost tu? (H. Mălineanu - E. Mirea) Inimă, inimă (N. Kirculescu - J. Fulga și P. Maximilian) | orchestra Grigore Albin (1) Orch. „Electrecord”, dirijor Sergiu Malagamba (2)                                                                  |
| 1946 | 1599                                                 | shellac, 25 cm, 78 RPM     | Parc-a fost ieri (Nicolae Kirculescu - Jack Fulga) | orchestra Grigore Albin |
| 1946 | 1611                                                 | shellac, 25 cm, 78 RPM     | Ești viața mea (Elly Roman - N. Stroe, A. Felea, N. Kanner) Te aștept încă o zi (Richard Stein - Harry Negrin) | Orchestra „Electrecord”, dirijor Sergiu Malagamba                                                                                              |
| 1946 | 1612                                                 | shellac, 25 cm, 78 RPM     | Simphony (Alstone) | orchestra Grigore Albin |
| 1946 | 1614                                                 | shellac, 25 cm, 78 RPM     | În ochii tăi senini (Anatol Albin - Ticu Demetriad) M-ai uitat (Elly Roman - N. Stroe, A. Felea, N. Kanner) | orchestra Ionel Vlădescu |
| 1946 | 1617                                                 | shellac, 25 cm, 78 RPM     | Din cioburi de iubire (Emanuel Ionescu) | orchestra Ionel Vlădescu |
| 1947 | 1636                                                 | shellac, 25 cm, 78 RPM     | Swing (George Corologos) Poinciana (Glen Müler - P. Maximilian) | orchestra Ionel Vlădescu |
| 1947 | 1638                                                 | shellac, 25 cm, 78 RPM     | Singur în noapte (Louiguy - Șt. Kirițescu) | orchestra George Corologos |
| 1947 | 1640                                                 | shellac, 25 cm, 78 RPM     | Nu meriți să plâng pentru tine (E. Roman - Stroe, Felea & Kanner) Întoarce-te curând (G. Corologos - Harry Negrin) | orchestra George Corologos |
| 1947 | 1641                                                 | shellac, 25 cm, 78 RPM     | Noapte bună și pe mâine (Panzeri - Dem Dubal) Tu ești dragostea mea (G. Corologos - Dem Dubal) | orchestra George Corologos |
| 1948 | 1663                                                 | shellac, 25 cm, 78 RPM     | Cumpărați-mi flori (Titi Piperea) Fericirea mea e-n mâinile tale (E. Mirea - H. Mălineanu) | Orchestra „Electrecord”, dirijor Iosef Binder                                                                                                  |
| 1948 | 1668                                                 | shellac, 25 cm, 78 RPM     | Un glas din umbră (Jimmy Kenedy - P. Andreescu) Iubesc, iubesc, iubesc (Ion Vasilescu) | Orchestra „Electrecord”, dirijor Iosef Binder                                                                                                  |
| 1948 | 1669                                                 | shellac, 25 cm, 78 RPM     | Fără tine (Elly Roman - N. Stroe, A. Felea, N. Kanner) Tu, orașul meu drag (Anatol Albin - Harry Negrin) | Orchestra „Electrecord”, dirijor Iosef Binder                                                                                                  |
| 1948 | 1670                                                 | shellac, 25 cm, 78 RPM     | De ce nu vii când castanii înfloresc (Nelu Dantelescu) | Orchestra „Electrecord”, dirijor Iosef Binder                                                                                                  |
| 1950 | 1726                                                 | shellac, 25 cm, 78 RPM     | Porți de vis (Anatol Albin - Titi Piperea) Floare de câmp (Grigore Albin - Titi Piperea) | Orchestra „Electrecord”, dirijor Grigore Albin                                                                                                 |
| 1948 | 1729                                                 | shellac, 25 cm, 78 RPM     | Aș vrea să te cunosc (Titi Piperea) | Orchestra „Electrecord”, dirijor Grigore Albin                                                                                                 |
| 1950 | 1730                                                 | shellac, 25 cm, 78 RPM     | Cel mai frumos și dulce nume (Mihail Daia - Titi Piperea) Un vis sub cer albastru (Titi Piperea - Tică Demetriad) | Orchestra „Electrecord”, dirijor Grigore Albin                                                                                                 |
| 1951 | 1774                                                 | shellac, 25 cm, 78 RPM     | Rădiță, Rădiță, Radă (Nicolae Kirculescu) | Orch. de estradă Radio, dirijor Nicolae Patrichi                                                                                               |
| 1953 | 1808                                                 | shellac, 25 cm, 78 RPM     | Unde ești tu, grădina mea (Soloviov Sedoi) | Sile Dinicu (pian) și Th. Sibiceanu (acordeon)                                                                                                 |
| 1953 | 1824                                                 | shellac, 25 cm, 78 RPM     | 1. Cale lungă drum de fier (Gherase Dendrino) 2. Măi fetițo de la Jii | Orch. de estradă Radio, dirijor Nicolae Patrichi interpretare cu Florin Dorian și Alex. Popovici (1)                                           |
| 1954 | 1873                                                 | shellac, 25 cm, 78 RPM     | Eu pentru voi ridic paharul (Nicolae Kirculescu) | Orch. de estradă Radio, dirijor Nicolae Patrichi interpretare cu Florin Dorian și Alex. Popovici                                               |
| 1954 | 1884                                                 | shellac, 25 cm, 78 RPM     | Ce-ai în car bade Marine (Ion Larian - C-tin Cărjan) | Orch. de estradă Radio, dirijor Nicolae Patrichi interpretare A. Tassian                                                                       |
| 1954 | EDA 1898                                             | shellac, 25 cm, 78 RPM     | Spic de grîu (Elly Roman) | Orch. de estradă Radio, dirijor Nicolae Patrichi                                                                                               |
| 1954 | EDB 5054                                             | shellac, 25 cm, 78 RPM     | Cîntă plopii în șoapte (Sașa Covsman - M. Nasta) | Orchestra de estradă Radio, dirijor Sile Dinicu                                                                                                |
| 1955 | EDA 1963                                             | shellac, 25 cm, 78 RPM     | Crede-mă (Sile Dinicu) | Orchestra de estradă Radio, dirijor Sile Dinicu                                                                                                |
| 1955 | EPA 1979                                             | shellac, 25 cm, 78 RPM     | La revedere (Nicolae Valeriu) Spune vrei să te aștept mâine seară (Nicolae Valeriu) | Orchestra „Electrecord”, dirijor Teodor Cosma în duet cu Dorina Drăghici                                                                       |
| 1956 | EDB 5087                                             | shellac, 25 cm, 78 RPM     | Noaptea în larg (Elly Roman) | Orchestra de estradă Radio, dirijor Sile Dinicu în duet cu Florin Dorian                                                                       |
| 1956 | EDA 2077                                             | shellac, 25 cm, 78 RPM     | Cîntecul turiștilor (Florentin Delmar) | Orchestra de estradă Radio, dirijor Sile Dinicu în duet cu Dorina Drăghici                                                                     |
| 1957 | EDA 2360                                             | shellac, 25 cm, 78 RPM     | Rămâi cu bine dragul meu (Aurel Giroveanu) | orchestra Constantin Bîrsan în duet cu Dorina Drăghici                                                                                         |
| 1961 | EDC 195                                              | vinil, 17 cm, 33 ⅓ RPM     | 4. Ia-mă la braț și spune-mi tu (A. Giroveanu - A. Felea) | orchestra Gelu Solomonescu în duet cu Dorina Drăghici                                                                                          |
| 1960 | EDE 050                                              | vinil, 17 cm, 33 ⅓ RPM     | 4. Eu pentru voi ridic paharul (Nicolae Kirculescu) 5. Cale lungă drum de fier (Gherase Dendrino) | Orch. de estradă Radio, dirijor Nicolae Patrichi interpretare cu Florin Dorian și Alex. Popovici                                               |
| 1961 | EDA 3041                                             | shellac, 25 cm, 78 RPM     | Duetul inimilor noastre (Noru Demetriad - A. Felea) | Orchestra „Electrecord”, dirijor Teodor Cosma în duet cu Dorina Drăghici                                                                       |
| 1963 | EPA 3269                                             | shellac, 25 cm, 78 RPM     | Trei violete (Nell Martini - C. Tonegaru) Pentru ochii tăi cei dulci (Alex. Leon - C. Pavelescu) | O.M.P.R., dirijor Victor Predescu |
| 1963 | EPC 384                                              | vinil, 17 cm, 33 ⅓ RPM     | 2. Trei violete (Nell Martini - C. Tonegaru) 4. Pentru ochii tăi cei dulci (Alex. Leon - C. Pavelescu) | orchestra Victor Predescu |
| 1965 | EPC 588                                              | vinil, 17 cm, 33 ⅓ RPM     | 1. Romanța primei iubiri (Ion Rădulescu - Fl. Mugur) 2. Romanță de toamnă (Emanoil Ionescu - H. Negrin) | O.M.P.R., dirijor Radu Voinescu |
| 1966 | EDE 0230 Din creația lui Ion Vasilescu               | vinil, 17 cm, 33 ⅓ RPM     | 2. Firicel de floare-albastră (I. Vasilescu - E. Mirea) | Orchestra Electrecord, dirijor Alexandru Imre                                                                                                  |
| 1967 | EDC 791 Melodii de Ionel Fernic                      | vinil, 17 cm, 33 ⅓ RPM     | 2. La geamul tău luminat (Ionel Fernic) 3. Iubesc femeia (Ionel Fernic) | orchestra Jean Ionescu |
| 1967 | EPC 881 Romanțe                                      | vinil, 17 cm, 33 ⅓ RPM     | 1. Sub vișinul înflorit (Iosif Paschill) 2. Era o zi ca toate celelalte (Elly Roman - E. Mirea) 3. O zi de-april (A. Corfescu - H. Negrin) 4. Inimă pribeagă (Robert Stolz) | orchestra Jean Ionescu |
| 1970 | EPD 1240 Romanțe                                     | vinil, LP, 25 cm, 33 ⅓ RPM | 4. De ochii tăi (Ion Rădulescu - N. Grămescu) | orchestra Radu Voinescu |
| 1977 | EPE 01446 Romanța mea                                | vinil, LP, 30 cm, 33 ⅓ RPM | 10. Refrenul visurilor mele (Alfred Pagoni) | orchestra Radu Voinescu |
| 1978 | EDE 01492 Melodii de Ion Vasilescu                   | vinil, 17 cm, 33 ⅓ RPM     | 3. Firicel de floare-albastră (I. Vasilescu - E. Mirea) | Orchestra Electrecord, dirijor Alexandru Imre în duet cu Dorina Drăghici                                                                       |
| 1982 | EDE 02141 Cîntecul nostru                            | vinil, 17 cm, 33 ⅓ RPM     | 7. Hai acasă puișor (I. Vasilescu - N. Constantinescu) 8. Firicel de floare-albastră (I. Vasilescu - E. Mirea) 9. La revedere (Nicolae Valeriu) 10. Spune-mi, vrei să te aștept (Nicolae Valeriu) 11. Ia-mă la braț și spune-mi „tu” (A. Giroveanu - A. Felea) 12. Cîntecul nostru (Nicolae Valeriu) | orchestra Gelu Solomonescu în duet cu Dorina Drăghici                                                                                          |
| 2006 | EDC 704 Melodii din Bucureștiul de odinioară, vol. 4 | compact disc               | 1. Firicel de floare-albastră (I. Vasilescu - E. Mirea) 11. La geamul tău luminat (Ionel Fernic) 19. Cântă plopii în șoapte (Sașa Cosman - M. Nasta) | orchestra Gelu Solomonescu (1) orchestra Jean Ionescu (11) Orchestra de estradă Radio, dirijor Sile Dinicu (19) în duet cu Dorina Drăghici (1) |
| 2006 | EDC 705 Melodii din Bucureștiul de odinioară, vol. 5 | compact disc               | 5. Aș vrea (C-tin Cîrjan - Șt. Chirițescu) 8. Ia-mă la braț și spune-mi „tu” (A. Giroveanu - A. Felea) 22. Rămâi cu bine, dragul meu (A. Giroveanu - N. Marinescu) | orchestra Gelu Solomonescu (8) orchestra Constantin Bîrsan (22) în duet cu Dorina Drăghici (8, 22)                                             |
| 2006 | EDC 718 Melodii de Ion Vasilescu                     | compact disc               | 3. Hai acasă puișor (I. Vasilescu - N. Constantinescu) | orchestra Gelu Solomonescu în duet cu Dorina Drăghici                                                                                          |
| 2014 | EDC 1089 Nu mă uita                                  | compact disc               | 7. Ia-mă la braț și spune-mi „tu” (A. Giroveanu - A. Felea) 9. Cântecul nopții (Nicolae Valeriu - T. Demetriad) 17. Firicel de floare-albastră (I. Vasilescu - E. Mirea) 22. La revedere (Nicolae Valeriu - T. Demetriad)                                                                            | orchestra Gelu Solomonescu (7, 22) orchestra Valeriu Cosma (9) Orchestra Electrecord, dirijor Alexandru Imre (17) în duet cu Dorina Drăghici   |